# Gójar
Gójar é um município da Espanha na província de Granada, comunidade autónoma da Andaluzia, de área 12 km² com população de 4964 habitantes (2007) e densidade populacional de 366,28 hab/km².

## Demografia
| Variação demográfica do município entre 1991 e 2004 | Variação demográfica do município entre 1991 e 2004 | Variação demográfica do município entre 1991 e 2004 | Variação demográfica do município entre 1991 e 2004 |
| --------------------------------------------------- | --------------------------------------------------- | --------------------------------------------------- | --------------------------------------------------- |
| 1991                                                | 1996                                                | 2001                                                | 2004                                                |
| 2353                                                | 3160                                                | 3706                                                | 4454                                                |